# Nizozemsko na Zimních olympijských hrách 1964
Nizozemsko na Zimních olympijských hrách 1964 reprezentovalo 6 sportovců (4 muži a 2 ženy) v 2 sportech.

## Medailisté
| Medaile | Jméno              | Sport          | Disciplína       |
| ------- | ------------------ | -------------- | ---------------- |
| Zlato   | Sjoukje Dijkstrová | Krasobruslení  | Ženy jednotlivci |
| Stříbro | Kees Verkerk       | Rychlobruslení | Muži 1 500 m     |